# 뮤직갤러리
장진영의 뮤직갤러리는 대한민국의 방송국인 TBC의 라디오 채널 TBC Dream FM(대구,경주,구미 99.3MHz, 포항,영덕,울진 99.7MHz, 안동,영주 등 경북 북부 106.5MHz, 성서,지산,범물 일부 지역 106.5MHz)에서 매일 오전 11시부터 오전 11시 50분까지 방송된 팝 음악, 명곡음악 전문 라디오 프로그램이다. 2020년 4월 5일 자로 23년만에 폐지되었다.

## 방송되는 코너

### 매일 코너
- 월요일 : 팝 컬렉션 (with 작곡가 서영완)
- 화요일 : 테마뮤직
- 수요일 : 책읽는 수요일
- 목요일 : 문화초대석 (문화예술인 초대)
- 금요일 : 영화관(觀) (with 영화평론가 서성희)
- 토요일 : Special 4 U (애청자의 사연과 신청곡)

## 역대 진행자
- 김선희 아나운서
- 장진영 아나운서

## 같이 보기
- 장예원의 씨네타운[1]
- TBC Dream FM